# François Dunkler sr.
François Dunkler sr. (Rastatt, Groothertogdom Baden, 17 mei 1779 – 's-Gravenhage, 1861) was een Nederlands componist, dirigent, fagottist en trombonist van Duitse afkomst. Hij is de vader van de componist en dirigent François Dunkler jr. en grootvader van de componist Frans Dunkler (III).

## Levensloop
Dunkler is een zoon van een oorspronkelijk militaire kapelmeester. Op 12-jarige leeftijd volgde hij zijn vader naar Frankrijk en werd tweede fagottist bij het 4e Bataljon Vrijwilligers van de Moezel. Voor een bepaalde tijd zag Dunkler zich genoodzaakt als soldaat dienst te nemen, omdat er bij gebrek aan geld de muzikanten werden ontslagen. Maar later speelde hij weer in de kapel van het 43ste Bataljon en in 1797 naar de militaire kapel van de 85e halve Brigade. Met zijn regiment was Dunkler in Egypte en in Syrië en werd bij gevechten aan de rechterarm gewond. In 1810 werd hij benoemd tot chef de musique van het 2e Regiment Carabiniers te paard en maakte in deze functie in 1812 de campagne naar Rusland mee.
In 1815 trad Dunkler in Nederlandse dienst als kapelmeester van het Regiment Licht Cavalerie Nr. 5. In 1817 werd dit muziekkorps ontbonden, maar in 1818 werd Dunkler leraar en instructeur van het 10e en 18e Regiment der Russen. In 1819 werd Dunkler kapelmeester van het muziekkorps van de 11e afdeling Infanterie, om in 1829 door prins Frederik naar 's-Gravenhage geroepen te worden tot het samenstellen van het muziekkorps van de afdeling Grenadiers.
Dunkler was een bekende virtuoos op de trombone, maar speelde ook hoorn, dwarsfluit, klarinet, hobo, althobo en fagot. Zijn vakbekwaamheid op alle zeven instrumenten werd bij een voorspeel voor de Prins met succes ten gehore gebracht. Als 1e dirigent van de Koninklijke Militaire Kapel in Den Haag heeft hij grote verdiensten voor de ontwikkeling van deze formatie. In 1849 ging hij met pensioen en werd opgevolgd door zijn zoon François Dunkler jr.
Volgens sommige bronnen heeft Dunkler sr. ook als componist gewerkt. Hem werd de bekende Grenadiermars Turf in je ransel uit 1829 en ook Garnison de la Haye toegeschreven. Maar er zijn ook bronnen volgens welke hij niet gecomponeerd heeft.

## Publicaties
- Rocus van Yperen: De Nederlandse Militaire Muziek, Bussum, Van Dishoeck, Van Holkema & Warendorf N.V., 1966, 143 p.
- Lambrecht den Haan: Turf in je ransel. 100 jaar Koninklijke Militaire Kapel, Uitgeverij Van Holkema & Warendorf, ISBN 9026945574

- Gemeinsame Normdatei: 1029072159
- International Standard Name Identifier: 0000 0003 9627 5502
- Nederlandse Thesaurus van Auteursnamen: 328208485
- Virtual International Authority File: 291236060
- WorldCat: E39PBJyCGQRyc8WVQrVrBdk4bd